# Karl-Theater Gießhübl

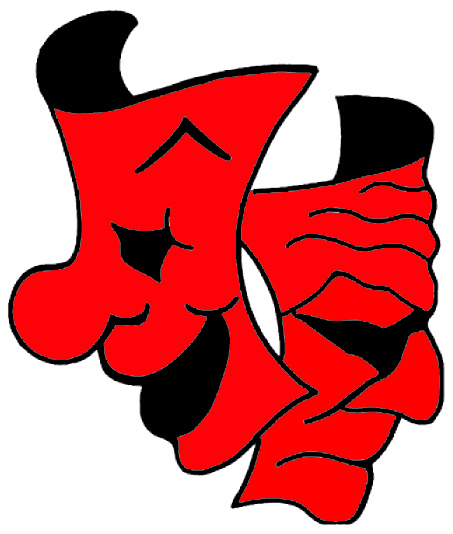
Offizielles Logo

Das Karl-Theater ist ein Amateurtheater aus Gießhübl (Bezirk Mödling / Niederösterreich).

## Gründung

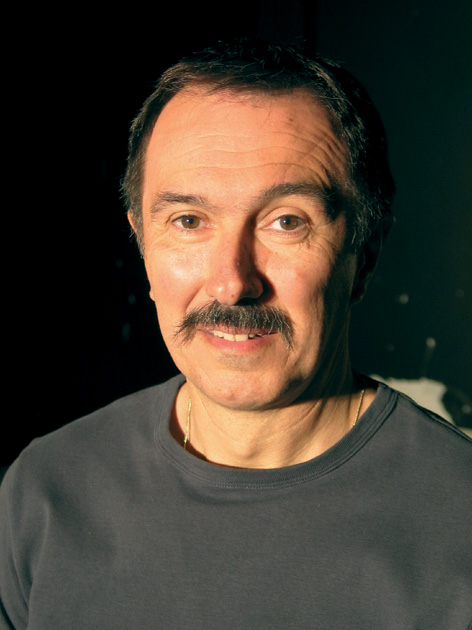
Obmann Karl Rittler (2005)

Am 3. Mai 1980 standen acht junge Gießhüblerinnen und Gießhübler erstmals auf der Bühne des Pfarrzentrums und versuchten sich als Schauspieler im Stück "Die zwei Halbschönen" von Franz Rieder.
Der Erfolg war groß, die Freude am Spiel und am gemeinsamen Werken noch größer, und so wurde in einer konstituierenden Generalversammlung am 23. November 1980 der Verein „Karl-Theater Gießhübl“ unter Anwesenheit des damaligen Bürgermeisters Rudolf Knopf offiziell gegründet. Beteiligt war auch Karl-Heinz Stummer.
Der Verein wurde nach dem Vornamen des Gründers Karl Rittler – und auch in Anlehnung an das legendäre Wiener Vorbild, allerdings nicht mit „C“ geschrieben – „Karl-Theater“ benannt. 
Neun der elf Gründungsmitglieder sind nach wie vor mit großem Elan dabei. Mittlerweile ist das „Karl-Theater“ weit über die Bezirksgrenzen bekannt, ein in ganz Niederösterreich anerkanntes und geschätztes Amateurtheater.

## Spielbetrieb
Das gesamte Ensemble arbeitet ehrenamtlich. Die Einnahmen werden für den Betrieb, die Anschaffung von Requisiten, Technik (Scheinwerfer, Mischpult etc.), Maske sowie für die Aus- und Weiterbildung verwendet. Standard ist eine Drei-Jahres-Ausbildung für Spieler und Spielleiter in St. Pölten (ATINÖ). Zusätzlich werden verschiedene Spezialseminare wie Improvisationstheater, Maskenbildner, Tanz etc. besucht. Das Karl-Theater hat einen Stamm von ca. 50 aktiven und rund 150 unterstützenden Mitgliedern.

## Produktionen

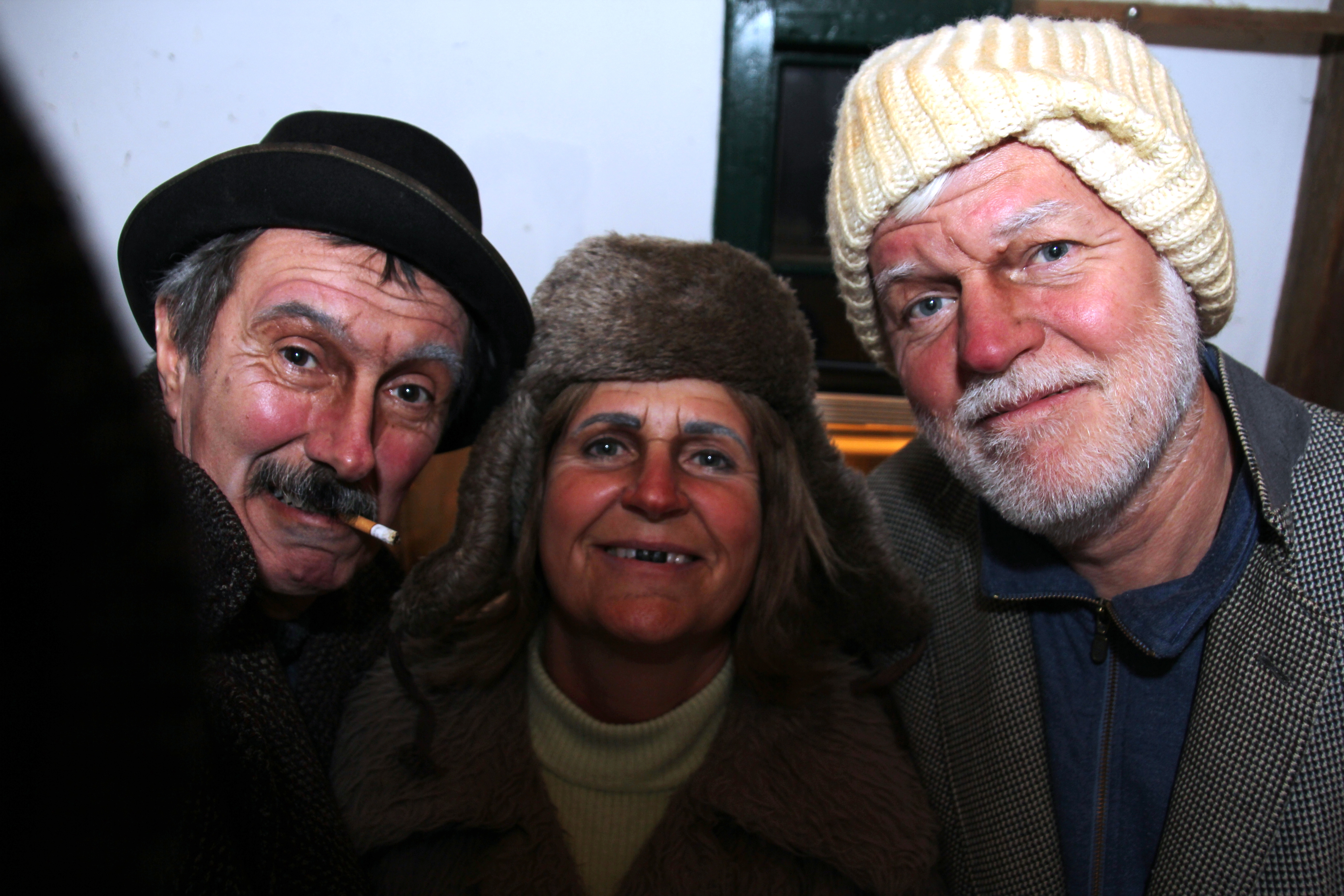
"Sandler-Selfie" – Die geputzten Schuhe (2014)

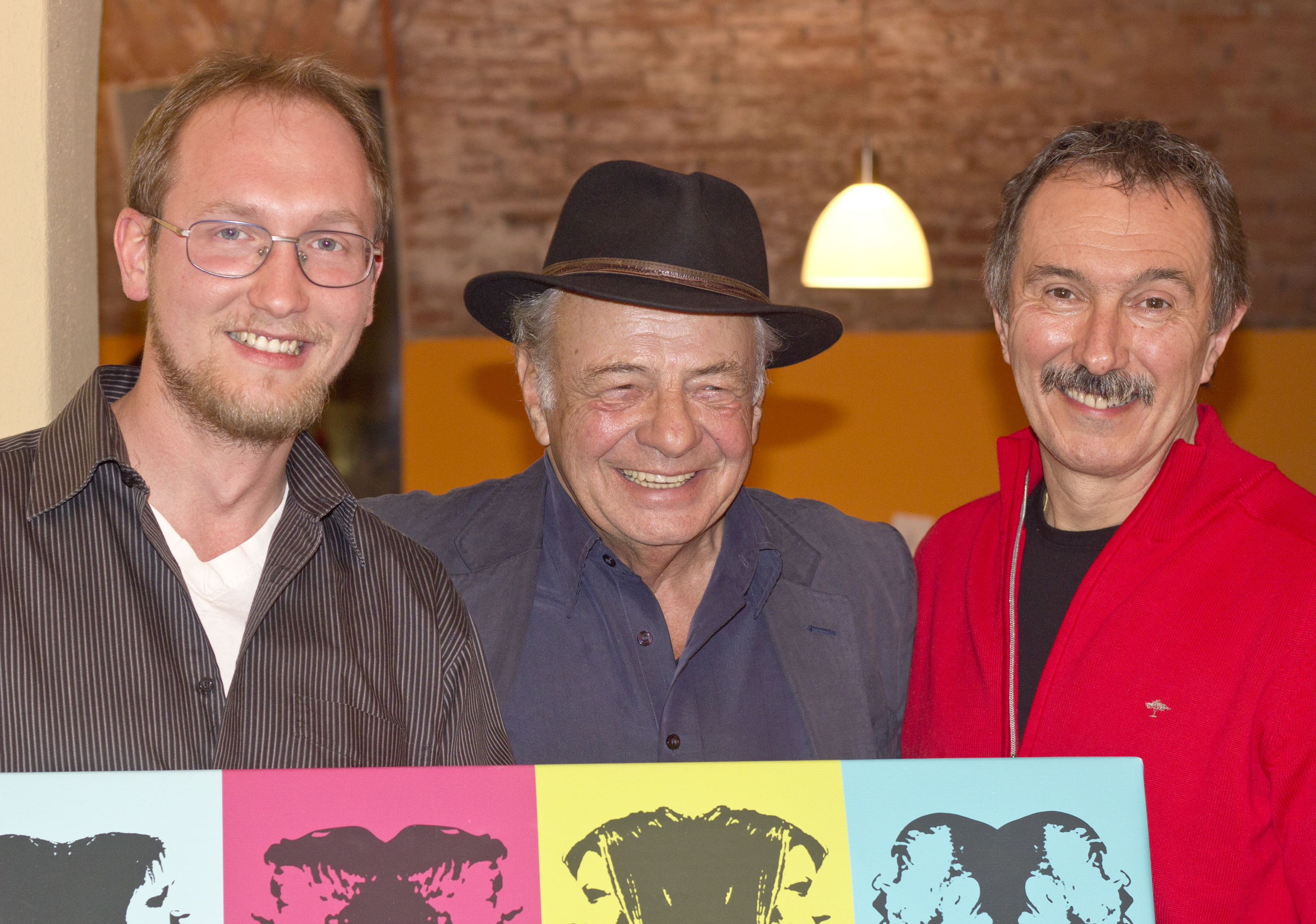
Autor Heinz Rudolf Unger (Mitte) bei der Premiere der "Straße der Masken" (2013)

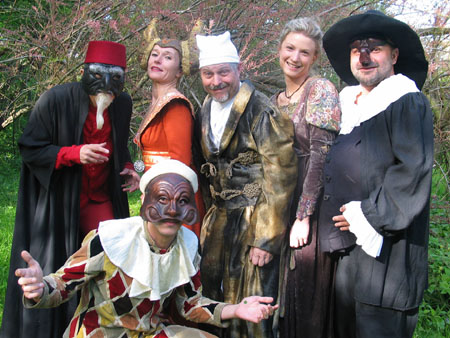
Volpone (2005)

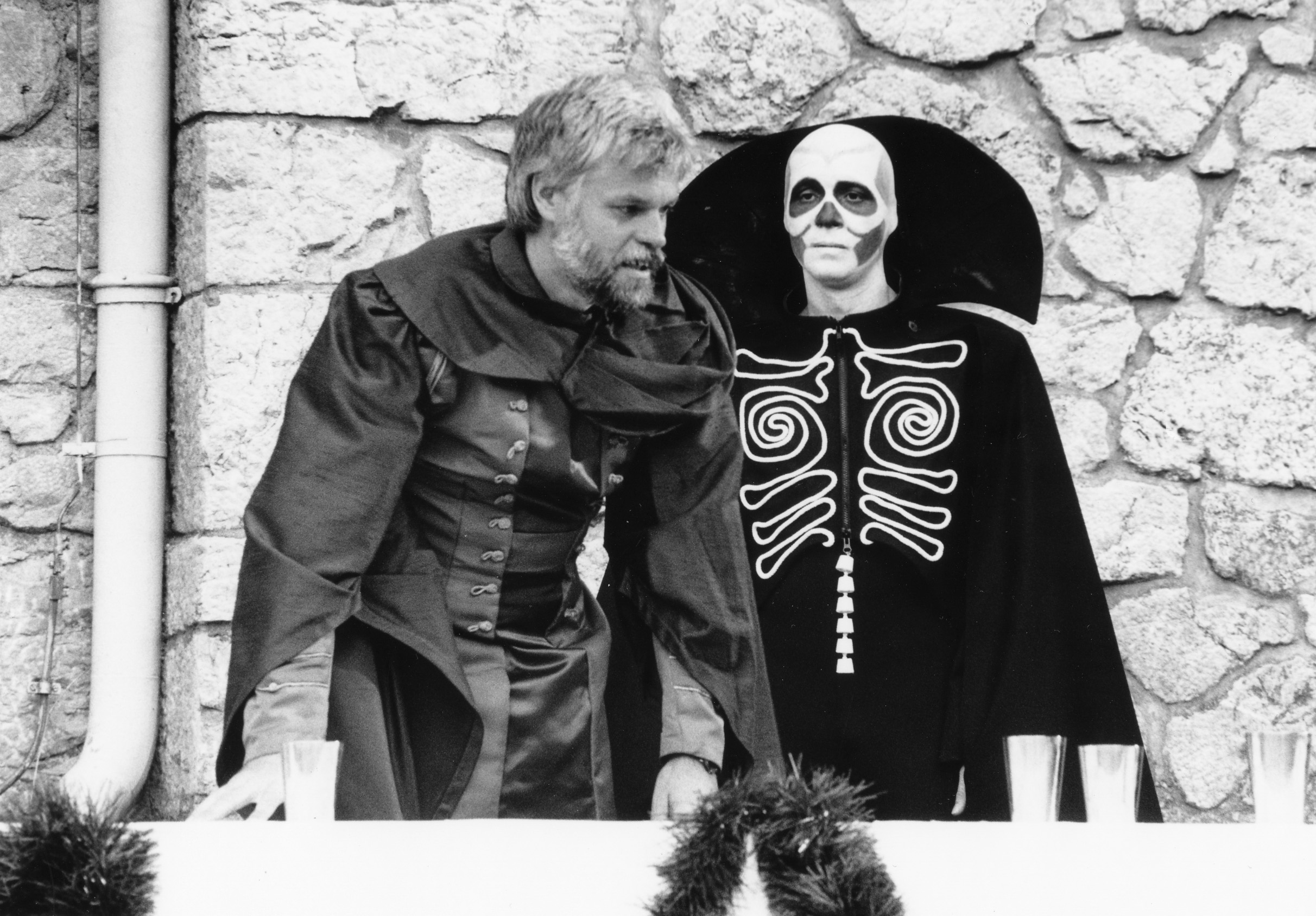
Jedermann (1992)

Seit der Gründung ist es die Philosophie des Obmanns Karl Rittler sich nicht auf eine Theatersparte oder einen Autor zu konzentrieren, sondern dem Publikum ein möglichst breites Spektrum an verschiedensten Theaterproduktionen anzubieten.

### Aufgeführte Produktionen (Auszug)
- 3. November 1918 von Franz Theodor Csokor (2018) – Szenische Lesung
- Außer Kontrolle  von Ray Cooney (2017) – Komödie
- Biedermann und die Brandstifter  von Max Frisch (1994) – Lehrstück ohne Lehre
- Boeing Boeing von Marc Camoletti (2018) – Lustspiel
- Brave Diebe von Jack Popplewell (2004) – Kriminalkomödie
- Bunbury von Oscar Wilde (2001) – Komödie
- Das Leben, das sie vor sich hatte von Herbert Berger (1991) – Einakter
- Der eingebildete Kranke von Molière (2012) – Komödie
- Der G'wissenswurm von Ludwig Anzengruber (2022) – Bäuerliche Komödie mit Musik
- Der irre Theodor von Emil Stürmer (1991) – Komödie
- Der Kirschgarten von Anton Pawlowitsch Tschechow (2016) – Tragische, gesellschaftskritische Komödie
- Der nackte Wahnsinn von Michael Frayn (2015) – Komödie
- Der verkaufte Großvater  von Anton Hamik (2008) – Bäuerliche Groteske
- Die drei Dorfheiligen von Max Neal und Max Ferner (1999) – Komödie
- Die geputzten Schuhe von Günter Seidl (1986, 1995, 2014) – Eine Sandlerballade[3]
- Die Straße der Masken von Heinz Rudolf Unger (2013) – Komödie[4]
- Erde von Karl Schönherr (1989) – Bauernschwank
- Bunbury von Oscar Wilde (2001) – Kriminalkomödie
- Gerüchte, Gerüchte von Neil Simon (2007) – Farce[5]
- Geschichten aus dem Wiener Wald  von Ödön von Horváth (2006, 2007) – Stationstheater[6]
- Geteilt durch zwei  von Marc Camoletti (1993) – Komödie
- Häuptling Abendwind  von Johann Nestroy (2002) – Burleske
- Herr und Frau Saxeder erlauben sich, Widerstand zu leisten von Herbert Berger (2003) – Einakter
- Herr Peter Squenz von Andreas Gryphius (1983) – Schimpfspiel
- Hier sind Sie richtig  von Marc Camoletti (1998) – Komödie
- Im Weißen Rössl  von Ralph Benatzky (2011) – Operette[7]
- Jedermann  von Hugo von Hofmannsthal (1992, 1996)
- Leonce & Lena von Georg Büchner (2010) – Lustspiel
- Mandragola  von Niccolò Machiavelli (1990) – Komödie
- Reigen  von Arthur Schnitzler (2009)[8]
- Scapins Schelmenstreiche  von Molière (1987) – Prosakomödie
- Schönen Gruß an den Hans-Onkel von Herbert Berger (1984) – Einakter
- Volpone  von Stefan Zweig (2005) – Commedia dell’arte
- Weizen auf der Autobahn  von Felix Mitterer (2003) – Einakter
- Wenn ein kleines Vogerl aus dem Nest fällt von Herbert Berger (1991) – Einakter
- Wo der Pirol ruft von Herbert Berger (1984) – Einakter
- Zwölfeläuten von Heinz Rudolf Unger (1995) – Volksstück

## Auszeichnung

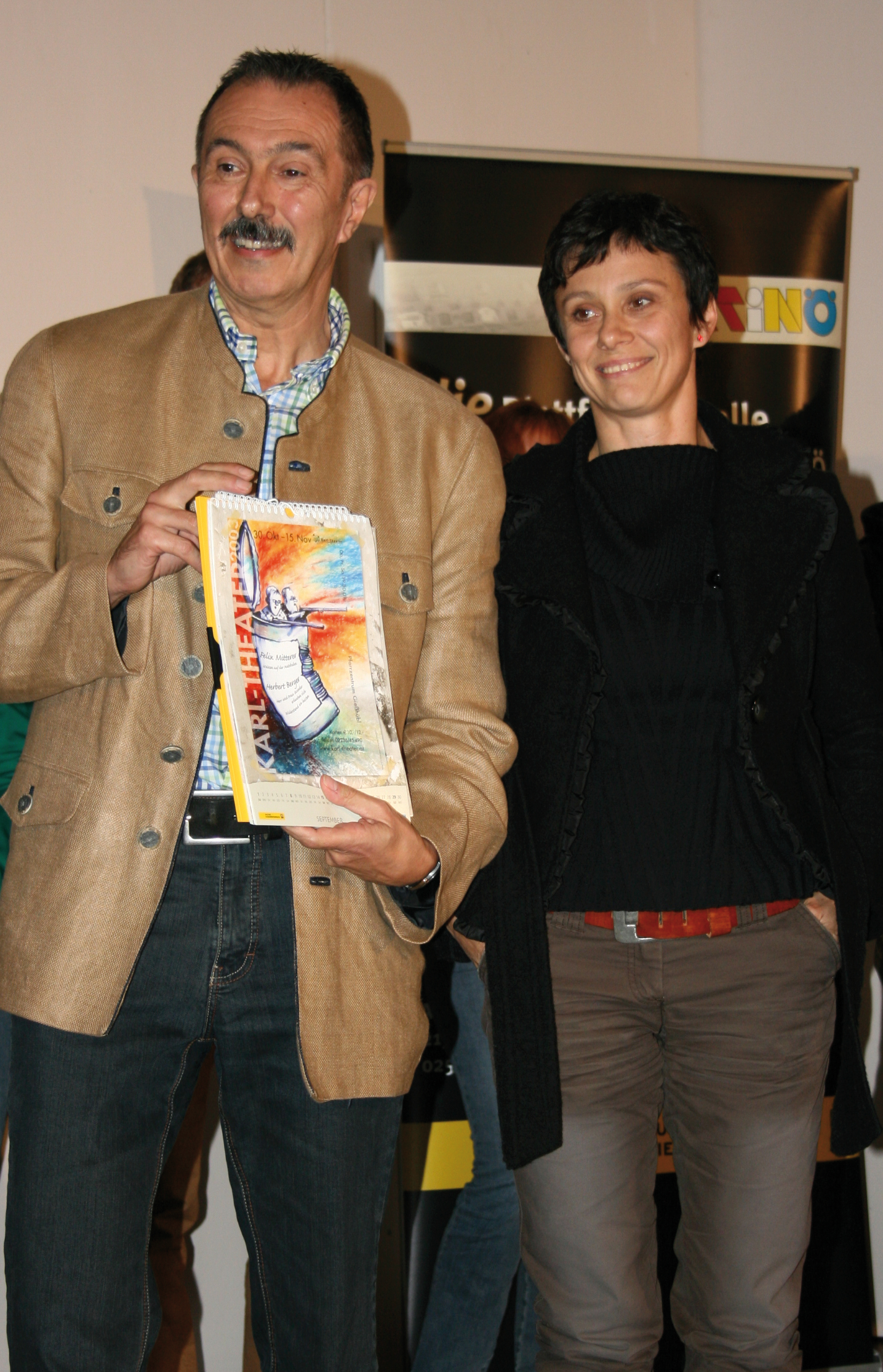
Karl Rittler und Manuela Tober bei der Siegerehrung

Am 20. Oktober 2012 fand im Stift Herzogenburg eine Feier anlässlich 10 Jahre ATINÖ (Verband für außerberufliches Theater in NÖ) statt. Im Rahmen der Feierlichkeiten wurde das „Karl-Theater“ als Sieger eines NÖ weiten Plakat-Wettbewerbes ausgezeichnet. Von einer Fachjury wurde das, von Manuela Tober entworfene, Plakat zum Einakter „Herr und Frau Saxeder erlauben sich Widerstand zu leisten“ von Herbert Berger aus dem Jahre 2003 zum Besten gekürt. Eine Abordnung des „Karl-Theaters“ konnte, gemeinsam mit der erfolgreichen Grafikerin, den 1. Preis, ein „Rufseminar“, das heißt, die Gruppe kann sich Zeit, Ort und Referent für ein Seminar nach Wahl selbst aussuchen, mit Stolz entgegennehmen.

## Statistik
- Produktionen: 50
- Aufführungen: 409
- Zuseher: 50.291

(Stand Juni 2022)

## International

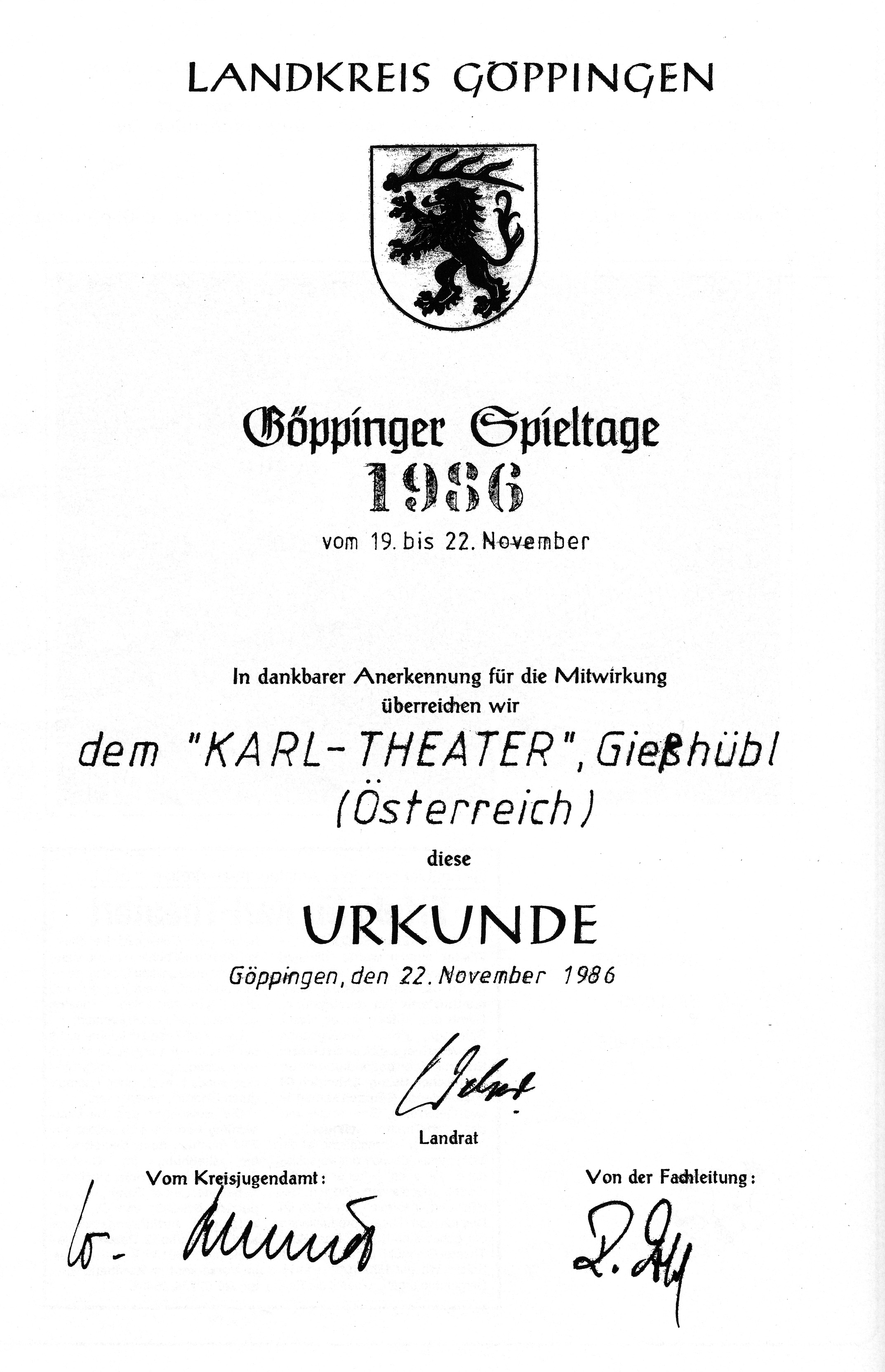
Urkunde Göppingen (1986)

Ein Highlight in der Vereinsgeschichte war die Teilnahme an den „Göppinger Spieltagen“ von 19. bis 22. November 1986 mit dem Stück „Wo der Pirol ruft“.